# Phengaris daitozana
Phengaris daitozana – gatunek motyla z rodziny modraszkowatych (Lycaenidae) występujący na Tajwanie. Najbardziej bazalny i najmniej wyspecjalizowany gatunek w obrębie rodzaju. Gąsienice rozwijają się na niektórych gatunkach roślin z rodziny dzwonkowatych (w tym Campanumoea javanica) i goryczkowatych, ponadto jako roślina żywicielska podawany jest gatunek Tripterospermum taiwanese z rodziny astrowatych. Po zakończeniu żerowania samodzielnie udają się do mrowisk gatunków z rodzaju Myrmica w celu przezimowania. Jedynie w okresie pomiędzy wybudzeniem z diapauzy zimowej a przepoczwarzeniem uzupełniają substancje odżywcze pożerając larwy mrówek. Taką strategię rozwojową uznaje się za pośrednią między strategiami przedstawicieli spokrewnionych rodzajów (u niektórych gatunków gąsienice przepoczwarzają się i zimują w mrowiskach ze względu na stabilne warunki termiczne i brak drapieżników) a strategiami bardziej wyspecjalizowanych przedstawicieli rodzaju Phengaris (gąsienice są aktywnie adoptowane, większość cyklu rozwojowego spędzają w mrowiskach, gdzie są karmione przez mrówki lub pożerają ich stadia rozwojowe).